# Indicatif régional 828

Carte de l'État de la Caroline du Nord avec les territoires de ses indicatifs régionaux. L'indicatif régional 828 est à l'ouest de l'État.

L'indicatif régional 828 est l'indicatif téléphonique régional qui dessert l'ouest de l'État de la Caroline du Nord aux États-Unis.
La carte ci-contre indique en noir le territoire couvert par l'indicatif 828.
L'indicatif régional 828 fait partie du Plan de numérotation nord-américain.

## Principales villes desservies par l'indicatif
- Andrews
- Bakersville
- Black Mountain
- Blowing Rock
- Boone
- Burnsville
- Brevard
- Cherokee
- Franklin
- Granite Falls
- Hudson
- Spruce Pine
- Taylorsville
- Valdese
- Waynesville

## Source
- (en) Cet article est partiellement ou en totalité issu de l’article de Wikipédia en anglais intitulé « Area code 828 » (voir la liste des auteurs).